# Мартич, Иван
Иван Мартич (хорв. Ivan Martić; род. 2 октября 1990[…], Уцвиль) — швейцарский футболист, защитник клуба «Университатя Крайова».

## Карьера
Иван Мартич родился в швейцарском Уцвилее и начал заниматься футболом в швейцарском «Санкт-Галлене», первоначально выступая за его резервную команду. 12 июля 2009 года он дебютировал в швейцарской Суперлиге, выйдя на замену в конце домашнего поединка против «Базеля». Концовку сезона 2009/10 Мартич провёл выступая за клуб Челлендж-лиги «Шаффхаузен». Вернувшись летом 2010 года в «Санкт-Галлен» он отыграл за него следующие четыре года. 25 ноября 2012 года Мартич забил свой первый гол на высшем уровне, сравняв счёт в домашней игре с «Люцерном».
Летом 2014 года Мартич стал игроком клуба итальянской Серии А «Эллас Верона». 31 августа того же года он сыграл свой первый матч в Серии А, выйдя в основном составе в гостевом матче первого тура против «Аталанты». В июле 2015 года Мартич перешёл в команду итальянской Серии B «Специя».
26 июля 2016 года Мартич заключил трёхлетний контракт с хорватской «Риекой».